# Petar Crni
Petar Crni (lat. Petrus Zerni) je bio hrvatski plemić, robovlasnik i latinski pjesnik u drugoj polovici 11. stoljeća.

## Značaj
Značajan je po zadružbini u Poljicu koju je osnovao i posvetio 11. listopada 1080. nakon što je završena izgradnja njena samostana. Samostan se nalazio uz posjede Splitske nadbiskupije, te je Petar navodno oko njega podigao i zidine. Za taj je samostan značajan i Supetarski kartular, koji naglašava imovinu te zadružbine. Ekonomiku zadružbine ogromnim dijelom činili su robovi, koje je Petar stekao razmjenom, vraćanjem duga ili njihovom kupnjom. Crkvu je obdario zemljišnim posjedima (u Poljicima, Splitu, na otoku Braču), mlinicama, uresio umjetninama, srebrnim posuđem i misnim ruhom. Za ono doba samostan je raspolagao bogatom knjižnicom – oko 25 svezaka – ali ni jedan nije sačuvan. 
Petar se tokom svoga života opredijelio za latinašku stranku unutar Hrvatskog Kraljevstva usprkos svojem očitom hrvatstvu, te se tim povodom oženio za Anu, kćer latinaša Maje Favoa. Petar je, prema svemu sudeći, nadživio svoju ženu i time postao udovac. Njegov se otac zvao Gumaj, koji se navodi kao sin Mihače.
Od ostataka crkve sačuvao nam se njegov epitaf, koji nam i donosi vijest o sukobu latinaške i glagoljaške stranke. Pretpostavka je da su ostatci sadržavali i njegov sarkofag prije nego što su uništeni u izgradnji.

### Spor oko posjeda s kraljem
Nakon što je kralj Zvonimir poklonio neke zemlje svom ujku Strezi, protiv tog čina se usprotivio Petar Crni, koji je tada bio jedan od najvažnijih ljudi u državi, te je zatražio od kralja da promijeni odluku jer su ti posjedi zapravo pripadali njemu. Petar je otpremio svoje svjedoke u Šibenik i ondje uvjerio kralja da mu vrati posjede.

## Epitaf
Isklesan u heksametru, dovršen od strane njegova brata Dobra. Prva četiri stiha pripisuju se samom Petru, te su karakterizirana originalnošću i dubokoumnošću, dok su preostalih šest pripisivana Dobru.

## Vanjske poveznice
- Vecernji.hr - Petar Crni Hrvatima je donio ropstvo